# A svájci frank pénzérméi
A svájci frank pénzérméit mutatja be az alábbi lista 1850-től kezdve. A váltópénz neve a nyelvterületek szerint változik: Rappen (németül), centime (franciául), centesimo (olaszul), rap (romansul).

## Az 1850-es bevezetés
1850 előtt – egy rövid szakasztól eltekintve – Svájcban zűrzavar uralkodott a fizetőeszközök terén. Az 1848-as svájci változások hatásaként 1850-ben egységesítették a valutát, ami a svájci frank nevet kapta. Megjelent az 1, 2, 5, 10 és 20 rappenes, valamint az ½, 1, 2 és 5 frankos érme.
A svájci pénzérmék kinézete ritkán és alig változott 1850 óta. Svájcnak vannak a legrégebbi érvényes pénzérméi a világon. [forrás?]

## Jelenleg használt pénzérmék
Svájcban jelenleg a következő érmék vannak forgalomban:
| Kép | Névérték  | Ábra                     | Anyag                                             | Átmérő   | Vastagság | Tömeg  |
| --- | --------- | ------------------------ | ------------------------------------------------- | -------- | --------- | ------ |
|     | 5 rappen  | Helvetia-fej             | réz (Cu) 92% - nikkel (Ni) 6% - Aluminium (Al) 2% | 17,15 mm | 1,25 mm   | 1,8 g  |
|     | 10 rappen | Helvetia-fej             | réz (Cu) 75% - nikkel (Ni) 25%                    | 19,15 mm | 1,45 mm   | 3 g    |
|     | 20 rappen | Helvetia-fej             | réz (Cu) 75% - nikkel (Ni) 25%                    | 21,05 mm | 1,65 mm   | 4 g    |
|     | ½ frank   | Helvetia svájci pajzzsal | réz (Cu) 75% - nikkel (Ni) 25%                    | 18,2 mm  | 1,25 mm   | 2,2 g  |
|     | 1 frank   | Helvetia svájci pajzzsal | réz (Cu) 75% - nikkel (Ni) 25%                    | 23,20 mm | 1,55 mm   | 4,4 g  |
|     | 2 frank   | Helvetia svájci pajzzsal | réz (Cu) 75% - nikkel (Ni) 25%                    | 27,40 mm | 2,15 mm   | 8,8 g  |
|     | 5 frank   | Tell Vilmos              | réz (Cu) 75% - nikkel (Ni) 25%                    | 31,45 mm | 2,35 mm   | 13,2 g |

## Már nem használt pénzérmék

### 1 rappen
Az 1 rappenes pénzérme az 1850-es bevezetéstől volt forgalomban. Elszámolási okokból nem vonták ki a forgalomból a kétrappenessel együtt, de a Svájci Nemzeti Bank 2007. január 1-jével kivonta a forgalomból.

### 2 rappen
A 2 rappenes 1850-től 1978. január 1-jéig volt forgalomban.